# Ronda Rousey
 (juin 2021).
Ronda Rousey, née le 1er février 1987 à Riverside (Californie), est une pratiquante d'arts martiaux mixtes, catcheuse et actrice américaine. Elle est connue pour son travail à l’Ultimate Fighting Championship et plus récemment à la World Wrestling Entertainment.
Elle commence par être judoka et remporte la médaille d'argent aux Championnats du monde 2007 et celle de bronze aux Jeux olympiques de Pékin 2008 dans la catégorie des moins de 70 kg. Elle évolue ensuite au sein de la catégorie des poids coqs de l'Ultimate Fighting Championship. Ronda Rousey est championne des poids coqs de l'UFC de 2012 à 2015. Elle est sur une série de 12 victoires en autant de combats disputés avant sa défaite contre Holly Holm à l'UFC 193 puis sa dernière défaite avant de quitter l’organisation contre Amanda Nunes à l’UFC 207. Elle commence une carrière d'actrice en 2014. Elle fait en 2016 la couverture du magazine Sports Illustrated Swimsuit Issue,.
En janvier 2018, elle signe un contrat avec la World Wrestling Entertainment (WWE) comme catcheuse,.

## Carrière de judoka
Ronda Jean Rousey nait à Riverside, en Californie en 1987.
Elle est la fille d'AnnMaria De Mars, elle-même judoka et championne du monde en 1984 à Vienne, et de Ron Rousey.
Son père, atteint d'une maladie incurable, se suicide lorsqu'elle est âgée de huit ans.
Sa mère l'entraîne à partir de ses 11 ans. Elle poursuit son parcours auprès de Gokor Chivichyan à l'Hayastan Academy et enfin Jimmy Pedro s'occupe d'elle. En 2004, et alors qu'elle n'a que 17 ans, elle prend la neuvième place finale pour sa première participation aux Jeux olympiques d'Athènes. Toujours en cette année 2004, elle devient championne des États-Unis avant de conquérir le titre mondial junior.
Fin 2006, la jeune américaine change de catégorie de poids en passant dans la catégorie supérieure, celle des moins de 70 kg. Ce changement, dû à la difficulté pour Rousey de perdre suffisamment de poids pour les compétitions, se révèle payant puisqu'elle remporte la médaille d'or lors des Jeux panaméricains de 2007 à Rio de Janeiro. Deux mois plus tard, c'est dans cette même ville brésilienne qu'elle remporte sa première médaille mondiale en obtenant l'argent dans sa nouvelle catégorie. Opposée à la française Gévrise Émane en finale, Ronda Rousey est battue par deux yukos à zéro (un "koka" ayant aussi été marqué de part et d'autre) face à la vice-championne du monde en titre. Ronda avait réalisé jusque-là éliminé une judoka nippone avant d'écarter l'expérimentée italienne Ylenia Scapin. En demi-finale, elle avait écarté la championne du monde en titre Edith Bosch par ippon. Elle devient la première judoka américaine à monter sur un podium mondial depuis 1995 et la médaille de bronze obtenue par Liliko Ogasawara.
En 2008, Ronda participe aux Jeux olympiques de Pékin où elle finit médaillée de bronze, devenant la première américaine à être médaillée olympique au judo.

## Carrière dans les arts martiaux mixtes

### Débuts
Après trois combats amateurs entre août 2010 et janvier 2011 qu'elle remporte à chaque fois en soumettant ses adversaires par clé de bras avant la fin de la première minute, elle se lance dans une carrière professionnelle en arts martiaux mixtes (MMA) le 27 mars 2011. Elle affronte la Brésilienne Ediane Gomes (en) dans l'organisation du King of the Cage. Il lui faut alors peu de temps pour amener le combat au sol et réussir à placer une clé de bras pour remporter le match.
Elle continue son parcours face à Charmaine Tweet (en), championne en kick-boxing qui fait alors ses débuts professionnels en MMA, cette fois-ci dans l'organisation canadienne Hard Knocks Fighting Championship. Le combat est programmé pour le 17 juin 2011, en poids intermédiaire à 150 lb (68 kg). Peu avant le match, l'organisation majeure du Strikeforce cherche à remplacer Gina Carano, forfait pour affronter Sarah D'Alelio (en) lors de leur soirée du 18 juin, et propose cette opportunité à Rousey. L'affaire tombe à l'eau et Rousey rencontre Tweet comme prévu. Cette fois encore, elle amène le combat au sol pour finir le match sur une clé de bras dès le premier round.

### Strikeforce

#### Victoires éclairs
Malgré le contretemps, Ronda Rousey rejoint les effectifs du Strikeforce. Elle est d'abord prévu pour participer à l'événement du 30 juillet 2011 face à la même Sarah D'Alelio mais le combat est finalement repoussé pour le Strikeforce Challengers 18 du 12 août. Comme à son habitude, Ronda Rousey cherche la projection dès le début mais n'y parvient pas et lance alors une clé de bras à la volée. L'arbitre arrête le combat avant même que Sarah D'Alelio n'abandonne clairement, ce qui alimente bien-sûr la controverse. Rousey est déclaré vainqueur par soumission technique dans un match qui aura duré moins de 30 secondes.
C'est face à Julia Budd qu'elle continue au sein de la promotion américaine, dans un match programmé pour le Strikeforce Challengers 20, le 18 novembre 2011. Rousey applique son schéma classique cherchant à casser la distance dès le début du combat pour ensuite amener son adversaire au sol, ce à quoi elle parvient rapidement malgré deux coups de poing encaissés au passage. Elle va rapidement chercher la clé de bras depuis la position montée et remporte ainsi la victoire. À la suite de ce nouveau succès, elle annonce son intention de descendre chez les poids coqs afin d'obtenir une chance pour le titre.

#### Championne des poids coqs duStrikeforce
Rousey se voit offrir directement cette chance et début 2012, l'affrontement face à la tenante du titre, Miesha Tate, est programmé en tête d'affiche d'un événement se déroulant le 3 mars, à Columbus dans l'Ohio. Après des mois de rivalité orale, les deux athlètes se rencontrent. Ronda réussit à amener son adversaire au sol tôt dans le 1er round et tente la clé de bras et lui déboite partiellement le coude, mais Miesha s'en sort et revient sur ses pieds. Miesha réussit à passer dans le dos de la judoka au cours du combat, mais ne parvient pas à concrétiser cet avantage. Un peu plus tard, en fin de round, Ronda réalise une projection par-dessus la hanche pour prendre le dessus au sol. Elle place sa clé de bras depuis le dos, et l'arbitre stoppe le match une fois le coude de son adversaire déboité, celle-ci refusant d'abandonner avant la blessure,. Ronda Rousey devient alors la nouvelle championne des poids coqs.
Elle se retrouve de nouveau en combat principal pour défendre son titre face à Sarah Kaufman, le 18 août 2012 à San Diego. Cherchant le corps à corps rapidement, elle fait tomber Sarah Kaufman et tente la clé de bras. Kaufman défend la soumission mais ne peut finalement résister. Rousey conserve son titre en soumettant son adversaire en un peu moins d'une minute de combat.

### Ultimate Fighting Championship

#### Championne des poids coqs de l'UFC et domination
La société mère Zuffa, propriétaire de l'Ultimate Fighting Championship et du Strikeforce, décide de fermer les portes de cette dernière. À cette occasion, Ronda Rousey est intronisée première championne féminine de l'UFC lors de la conférence de presse précédant l'UFC on Fox 5, le 6 décembre 2012. Cette nouvelle division poids coqs est la première catégorie féminine que l'UFC met en place. Elle défend pour la première fois sa ceinture face à Liz Carmouche le 23 février 2013 lors de l'UFC 157 dans le premier combat féminin de l'organisation.
Rousey amène son adversaire au sol mais cette dernière parvient à lui prendre le dos et à inquiéter alors la championne. Revenue sur ses pieds, Rousey trouve la solution pour s'échapper de l'emprise et finit par remporter le combat par clé de bras avant la fin du premier round, et conserve ainsi son invincibilité et sa ceinture.
Elle devait ensuite défendre son titre face à Cat Zingano, promue entraîneur de la 18e saison de The Ultimate Fighter et aspirante numéro un après avoir battu Miesha Tate par TKO à l'occasion du deuxième match féminin de l'UFC. Cependant, on apprend fin mai que Zingano ayant contracté une blessure au genou à l'entrainement, c'est finalement Tate qui est choisie pour la remplacer.
La seconde rencontre entre Rousey et Tate se déroule lors de l'UFC 168, le 28 décembre 2013 à Las Vegas. Pour la première fois de sa carrière, la championne doit combattre plus d'un round. Malgré plusieurs projections de haut niveau, Rousey ne parvient pas à verrouiller ses prises face à la bonne défense de son adversaire. Elle réussit finalement dans le troisième round, remportant une nouvelle fois son combat par clé de bras.
Elle se voit décerner les bonus du combat de la soirée et de la soumission de la soirée.
Cependant, Rousey semble avoir perdu en popularité et termine sous les sifflets du public après avoir refusé de serrer la main de son adversaire à la fin du combat.
Annoncé dès la conférence de presse suivant la soirée, Rousey doit ensuite défendre son titre face à Sara McMann, médaillée d'argent en lutte aux Jeux olympiques d'Athènes de 2004, en combat principal de l'UFC 170, le 22 février 2014.
Après un échange équilibré debout, la championne bloque son adversaire en clinch et lui assène un coup de genou au corps. McMann s’écroule et l'arbitre stoppe le combat alors que cette dernière semble sur le point de se relever. Rousey remporte alors l’affrontement par TKO au premier round, malgré les sifflets du public jugeant l’arrêt du combat prématuré, et se voit attribuer un bonus de performance de la soirée.
Alexis Davis est choisie comme sa nouvelle adversaire pour l'UFC 175 du 5 juillet 2014.
Rousey remporte cette fois-ci rapidement ce second combat principal de la soirée en mettant KO Alexis en seulement seize secondes. Elle l'étourdit avec un crochet du droit et un coup de genou au visage avant de l'envoyer sur le tapis avec une projection par-dessus la hanche. L'arbitre arrête le combat après quelques coups de poing de plus sur Davis au sol.
Cette victoire éclair lui permet à nouveau de décrocher un bonus de performance de la soirée.
Ces performances au cours de l'année valent à Ronda Rousey d'être désignée meilleure combattante en MMA de l'année 2014 par la Wrestling Observer Newsletter.
Elle reçoit aussi l'ESPY Award de la meilleure athlète féminine de l'année 2014, récompense remise pour la première fois à un pratiquant de MMA.
Après leur rencontre manquée en 2013, Ronda Rousey et Cat Zingano sont finalement programmées pour l'UFC 182 du 3 janvier 2015,
avant que le combat ne soit repoussé au 28 février en tête d'affiche de l'UFC 184 à la suite d'un problème au dos de la prétendante au titre.
Il faut alors seulement quatorze secondes pour que Rousey soumette son adversaire par clé de bras. Elle établit ainsi un nouveau record de la soumission la plus rapide dans un match pour le titre,
et se voit attribuer une nouvelle fois un bonus de performance de la soirée.
À la suite de ce nouveau succès, elle fait part de son souhait d'affronter prochainement Bethe Correia ou la championne du monde de boxe Holly Holm.
C'est finalement face à l'invaincue Brésilienne Bethe Correia que la championne est programmée pour l'UFC 190 du 1er août 2015, à Rio de Janeiro.
La championne vient à nouveau rapidement à bout de son adversaire. Dès le premier round, Rousey enchaine coup de genou et coups de poing sur Correia dos contre la cage avant qu'un coup de poing du droit n'envoie celle-ci KO au tapis 34 secondes après le début du match.
Ronda Rousey défend son titre avec succès pour la sixième fois et remporte une fois de plus un bonus de performance de la soirée.
Avant ce rendez-vous, elle reçoit en juillet 2015 deux ESPY Awards. Comme en 2014, elle est désignée meilleure athlète féminine de l'année, mais elle reçoit aussi cette fois-ci la récompense de meilleur combattant
devant le boxeur Floyd Mayweather, Jr.

#### Première défaite et perte du titre
Après la victoire de Miesha Tate sur Jessica Eye en juillet 2015, celle-ci est d'abord confirmée comme prochaine prétendante à la ceinture de l'UFC.
Mais, fin août, c'est finalement l’ancienne championne de boxe, Holly Holm, qui lui est préférée à cette place. D'abord prévu comme combat principal de l'UFC 195, le 2 janvier 2016,
l'affrontement est en fait avancé en vedette de l'UFC 193 du 14 novembre 2015 à Melbourne, remplaçant la défense de titre de Robbie Lawler face à Carlos Condit à la suite d'une blessure du champion des poids mi-moyens.
Lors de ce combat, la championne ne parvient pas à réduire la distance face à Holly Holm qui use des techniques d'esquive et contre-attaque. La boxeuse touche Rousey à plusieurs reprises et en début de second round la sonne d'un coup de pied à la tête suivi de quelques coups de poing au sol. Holly Holm déjoue les pronostics et crée une énorme surprise en l'emportant par KO, devenant ainsi la nouvelle championne des poids coqs de l'UFC.
La distinction du combat de la soirée est décernée à la rencontre
et un match revanche est immédiatement envisagé.
Mais avant un nouveau combat, Rousey annonce vouloir prendre du temps pour ses projets en dehors des MMA. Dana White, président de l'UFC, projette un retour pour l'UFC 200 du 9 juillet 2016,.
La nouvelle championne pourrait dans ce laps de temps avoir déjà à défendre son titre face à Miesha Tate,,
voire Cristiane Justino.

#### Retour à la compétition
Après plus d'un an en dehors de la compétition, Ronda Rousey fait son retour le 30 décembre 2016 lors de l'UFC 207 face à la nouvelle championne Amanda Nunes. La championne brésilienne domine le combat en boxe et inflige un KO technique à son adversaire en moins d'une minute dans le premier round. Rousey subit alors la seconde défaite de sa carrière.
En juin 2018, l'UFC annonce que Ronda Rousey sera la première femme à être introduite au Temple de la renommée de l'organisation. L'événement a lieu le 5 juillet 2018.

## Carrière de catcheuse

### World Wrestling Entertainment (2015-2023)

#### Première apparition à la WWE (2015)

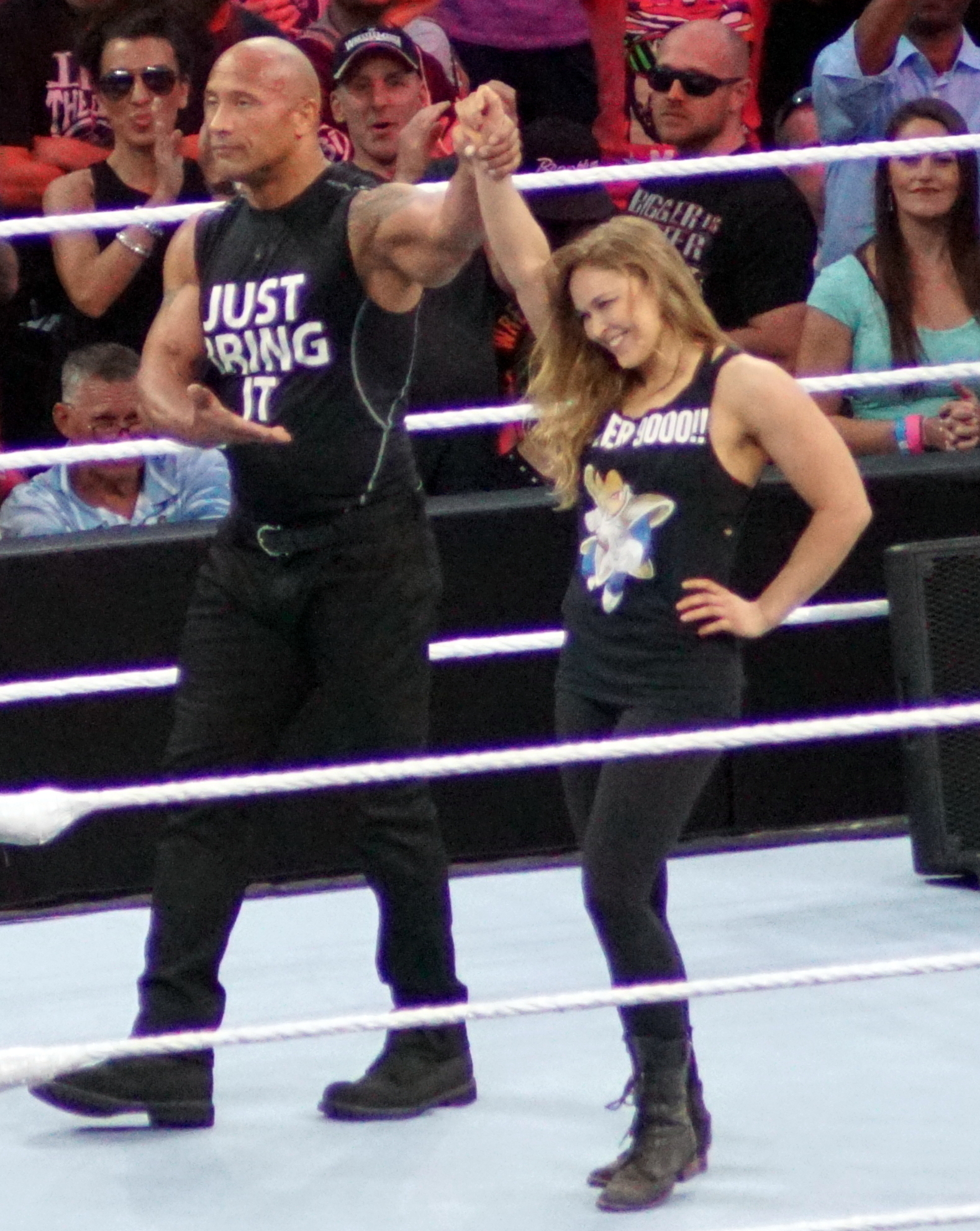
Rousey avec The Rock à WrestleMania 31.

Le 29 mars 2015 à WrestleMania 31, elle fait sa première apparition sur le ring de la World Wrestling Entertainment, aux côtés de The Rock et ensemble, ils s'attaquent à Stephanie McMahon et Triple H.

#### Débuts àRawet championne deRaw(2018-2019)

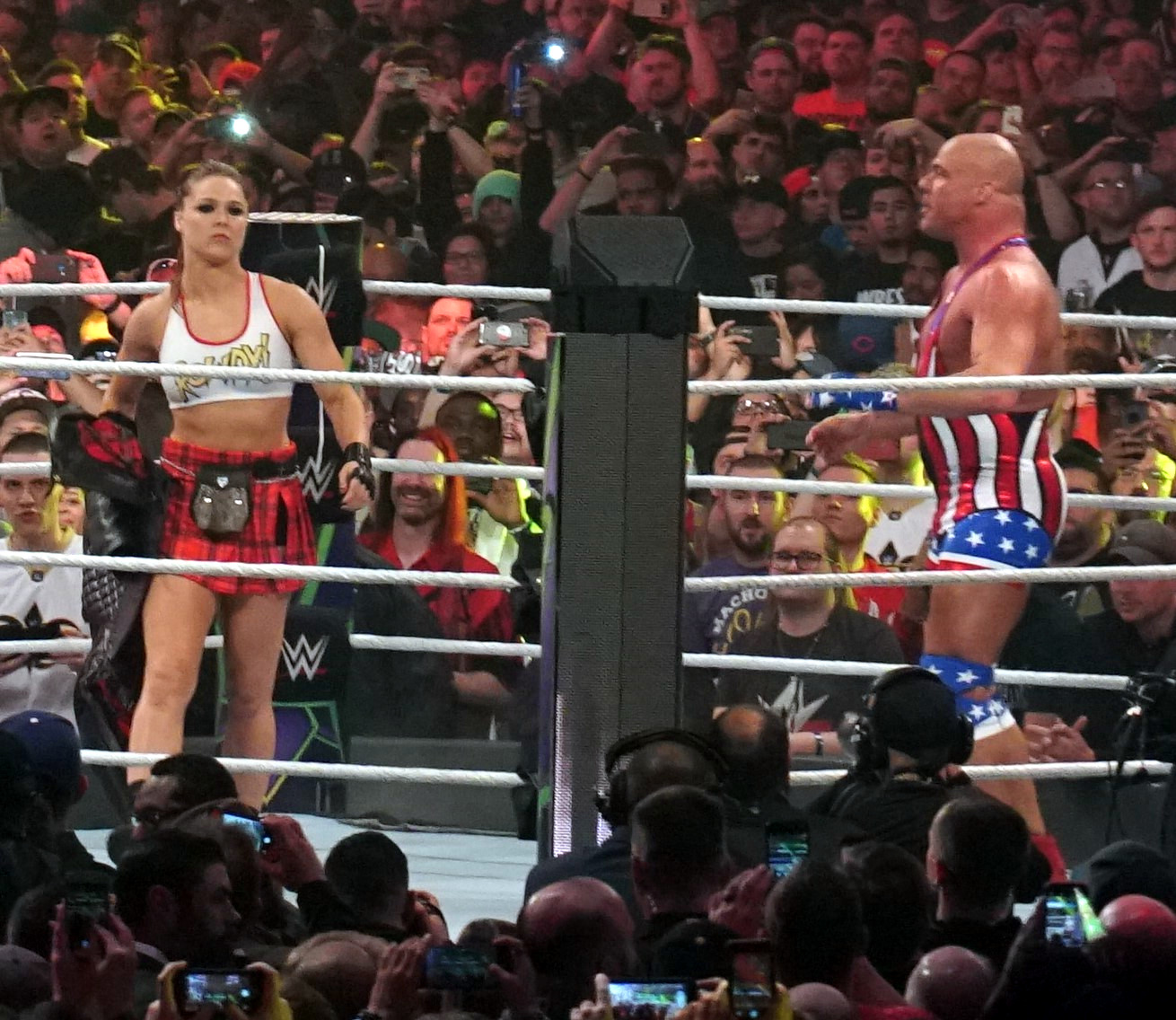
Ronda Rousey avec Kurt Angle lors de WrestleMania 34.

En janvier 2018, elle signe un contrat « temps complet » avec la World Wrestling Entertainment comme catcheuse. Le 27 janvier au Royal Rumble, après la victoire d'Asuka dans le premier Royal Rumble féminin de l'histoire, elle fait son apparition en pointant le logo WrestleMania 34 sous les yeux de la Japonaise, de la championne de SmackDown, Charlotte Flair et la championne de Raw, Alexa Bliss. Le 25 février à Elimination Chamber, elle officialise son contrat et fait passer Triple H à travers une table, car Kurt Angle rapporte des propos qui ont été dits par Triple H et Stephanie McMahon, disant qu'ils allaient « la contrôler » et qu'elle était «has been».
Le 8 avril à WrestleMania 34, Kurt Angle et elle battent Triple H et Stephanie McMahon par soumission, remportant sa première victoire. Le 17 juin à Money in the Bank, elle bat Nia Jax par disqualification, à la suite d'une intervention extérieure d'Alexa Bliss, mais ne remporte pas le titre féminin de Raw, gagné par la Goddess qui a utilisé son contrat et battu la Samoane en un rien de temps. Le lendemain à Raw, elle attaque violemment Alexa Bliss, Kurt Angle et le personnel de sécurité, avant d'être suspendue par le manager général du show rouge pour une durée de 30 jours.
Le 15 juillet à Extreme Rules, alors qu'elle était spectatrice, elle intervient pendant l'Extreme Rules match entre la championne de Raw, Alexa Bliss et Nia Jax, en attaquant Mickie James, ainsi que les deux femmes. Le 30 juillet à Raw, elle fait son retour de suspension aux côtés de Natalya, qui perd face à Alicia Fox. Après le match, elle attaque Alexa Bliss, mais se fait ensuite agresser par Alicia Fox. La semaine suivante à Raw, elle dispute son premier match, dans le show rouge, en battant Alicia Fox par soumission. Le 19 août à SummerSlam, elle devient la nouvelle championne de Raw en battant Alexa Bliss par soumission, devenant également la première femme à avoir remporté le titre féminin de la WWE et celui de l'UFC. Le 16 septembre à Hell in a Cell, elle conserve son titre en rebattant sa même adversaire.
Le 6 octobre à WWE Super Show-Down, les Bella Twins et elle battent le Riott Squad par soumission dans un 6-Woman Tag Team match. Deux soirs plus tard à Raw, les trois femmes rebattent leurs mêmes adversaires dans la même stipulation. Après le combat, les sœurs jumelles effectuent un Heel Turn en l'attaquant. Le 28 octobre à Evolution, elle conserve son titre en battant Nikki Bella. Le 18 novembre aux Survivor Series, elle bat Charlotte Flair (qui remplaçait Becky Lynch, blessée) par disqualification. Après le match, elle se fait sévèrement tabasser par son adversaire. Le 16 décembre à TLC, elle conserve son titre en battant Nia Jax par soumission. Plus tard dans la soirée, elle intervient dans le Triple Threat TLC match opposant la championne de SmackDown Becky Lynch à Charlotte Flair et Asuka, permettant ainsi à la catcheuse japonaise de gagner le titre.
Le 27 janvier 2019 au Royal Rumble, elle conserve son titre en battant Sasha Banks. Le lendemain à Raw, elle conserve son titre en battant Bayley par soumission. Après le match, Becky Lynch la confronte et choisit de l'affronter pour le titre féminin de Raw à WrestleMania 35. Le 17 février à Elimination Chamber, elle conserve son titre en battant Ruby Riott. Après le match, Charlotte Flair la confronte, jusqu'à l'arrivée de Becky Lynch qui attaque les deux femmes avec ses béquilles. Le 4 mars à Raw, alors que Charlotte Flair et Becky Lynch s'apprêtent à signer le contrat pour leur match à Fastlane, elle débarque et affirme ne plus supporter de se faire huer par le public qui acclame l'Irlandaise, alors qu'elle a travaillé dur pour gagner le respect du public et du business. Elle effectue ensuite un Heel Turn en attaquant les deux catcheuses. Le 10 mars à Fastlane, elle intervient dans le match entre Charlotte Flair et Becky Lynch en attaquant cette dernière, ce qui la fait gagner par disqualification et l'ajoute au match pour le titre féminin de Raw à WrestleMania 35. Le 15 mars, elle reçoit une amende pour ne pas avoir respecté son scénario.
Le 7 avril lors du main-event 100% féminin à WrestleMania 35, elle perd face à Becky Lynch un Winner Takes All Triple Threat match, qui inclut également Charlotte Flair, ne conservant pas son titre et mettant fin à un règne de 231 jours. The Queen, de son côté, perd également le titre féminin de SmackDown.

#### Retour, gagnante du Royal Rumble et double championne deSmackDown(2022)
Le 29 janvier 2022 au Royal Rumble, elle fat son retour, après 2 ans et 9 mois d'absence, en tant que Face et entrant dans le Royal Rumble féminin en 28e position, et le remporte en éliminant Charlotte Flair en dernière position. Le 4 février à SmackDown, elle choisit d'affronter The Queen pour le titre féminin de SmackDown à WrestleMania 38. Le 19 février à Elimination Chamber, Naomi et elle battent Sonya Deville et Charlotte Flair par soumission. Le 4 mars à SmackDown, elle dispute son premier match et bat Sonya Deville par soumission.
Le 2 avril à WrestleMania 38, elle ne remporte pas le titre féminin de SmackDown, battue par Charlotte Flair. Le 8 mai à WrestleMania Backlash, elle devient la nouvelle championne de SmackDown en prenant sa revanche sur sa même adversaire par soumission dans un « I Quit » match, remporte le titre pour la première fois de sa carrière et son second titre personnel.
Le 2 juillet à Money in the Bank, elle conserve son titre en battant Natalya par soumission. Après le combat, Liv Morgan utilise sa mallette à son encontre et elle ne conserve pas sa ceinture, battue par cette dernière, ce qui met fin à un règne de 45 jours. Après le match, elle félicite son adversaire en lui faisant un câlin. Le 30 juillet à SummerSlam, elle ne remporte pas le titre féminin de SmackDown, battue par la même adversaire de manière controversée (l'arbitre a effectué le compte de trois puisqu'elle avait les épaules au sol, alors qu'elle portait son Arm Bar sur Liv Morgan qui a abandonné). Après le combat, elle effectue un Heel Turn en portant sa soumission à sa rivale et à l'arbitre. Le 3 août, elle est suspendue indéfiniment par la compagnie pour avoir agressé l'arbitre lors du PLE. Le 2 septembre à SmackDown, elle fait son retour de suspension, mais casse le bras droit d'Adam Pearce lorsque ce dernier l'insulte.
Le 8 octobre à Extreme Rules, elle redevient championne de SmackDown, pour la seconde fois, en prenant sa revanche sur Liv Morgan par soumission dans un Extreme Rules match. Le 28 octobre à SmackDown, elle forme officiellement une alliance avec sa meilleure amie Shayna Baszler, qui s'est retournée contre Natalya. Le 26 novembre aux Survivor Series: WarGames, elle conserve son titre en battant Shotzi. Le 30 décembre à SmackDown, elle conserve son titre en battant Raquel Rodriguez par soumission. Après le combat, Charlotte Flair, revenue de blessure après 7 mois et demi d'absence, la défie dans un match revanche pour sa ceinture, ce qu'elle accepte. Elle ne conserve pas sa ceinture, battue par sa nouvelle adversaire, ce qui met fin à un règne de 83 jours.

#### Retour àRaw, championne par équipe de la WWE et rivalité avec Shayna Baszler et départ (2023)
Le 2 avril à WrestleMania 39, Shayna Baszler et elle battent Liv Morgan, Raquel Rodriguez, Natalya, Shotzi, Chelsea Green et Sonya Deville par soumission dans un Women's WrestleMania Showcase Fatal 4-Way Tag Team match. Le 1er mai à Raw, lors du Draft, elles sont annoncées être officiellement transférées au show rouge par Eric Bischoff. Le 29 mai à Raw, elles deviennent les nouvelles championnes par équipes en battant Raquel Rodriguez, Shotzi, Damage CTRL (Bayley et IYO SKY), Chelsea Green et Sonya Deville dans un Fatal 4-Way Tag Team match. Elle remporte les titres pour la première fois de sa carrière et, de ce fait, devient également la 8e Triple Crown Champion, tandis que sa partenaire les remporte pour la troisième fois. Le 23 juin à SmackDown, elles deviennent les nouvelles championnes par équipes de NXT en battant Alba Fyre et Isla Dawn par soumission, remportent les titres pour la première fois de leurs carrières et unifient les quatre ceintures.
Le 1er juillet à Money in the Bank, elles ne conservent pas leurs ceintures, battues par Liv Morgan et Raquel Rodriguez, ce qui met fin à un règne de 33 jours. Vers la fin du combat, sa désormais ex-partenaire effectue un Face Turn et se retourne contre elle en la tabassant et lui portant un Sleeper. Le 5 août à SummerSlam, elle perd face à son ancienne meilleure amie dans un MMA Rules match. Deux jours plus tard, elle quitte officiellement la compagnie.

### Circuit Indépendant (2023-...)
Le 16 novembre à REVOLVER Unreal de la Wrestling Revolver, Marina Shafir et elle font match nul face à Athena et Billie Starkz.

## Palmarès en arts martiaux mixtes

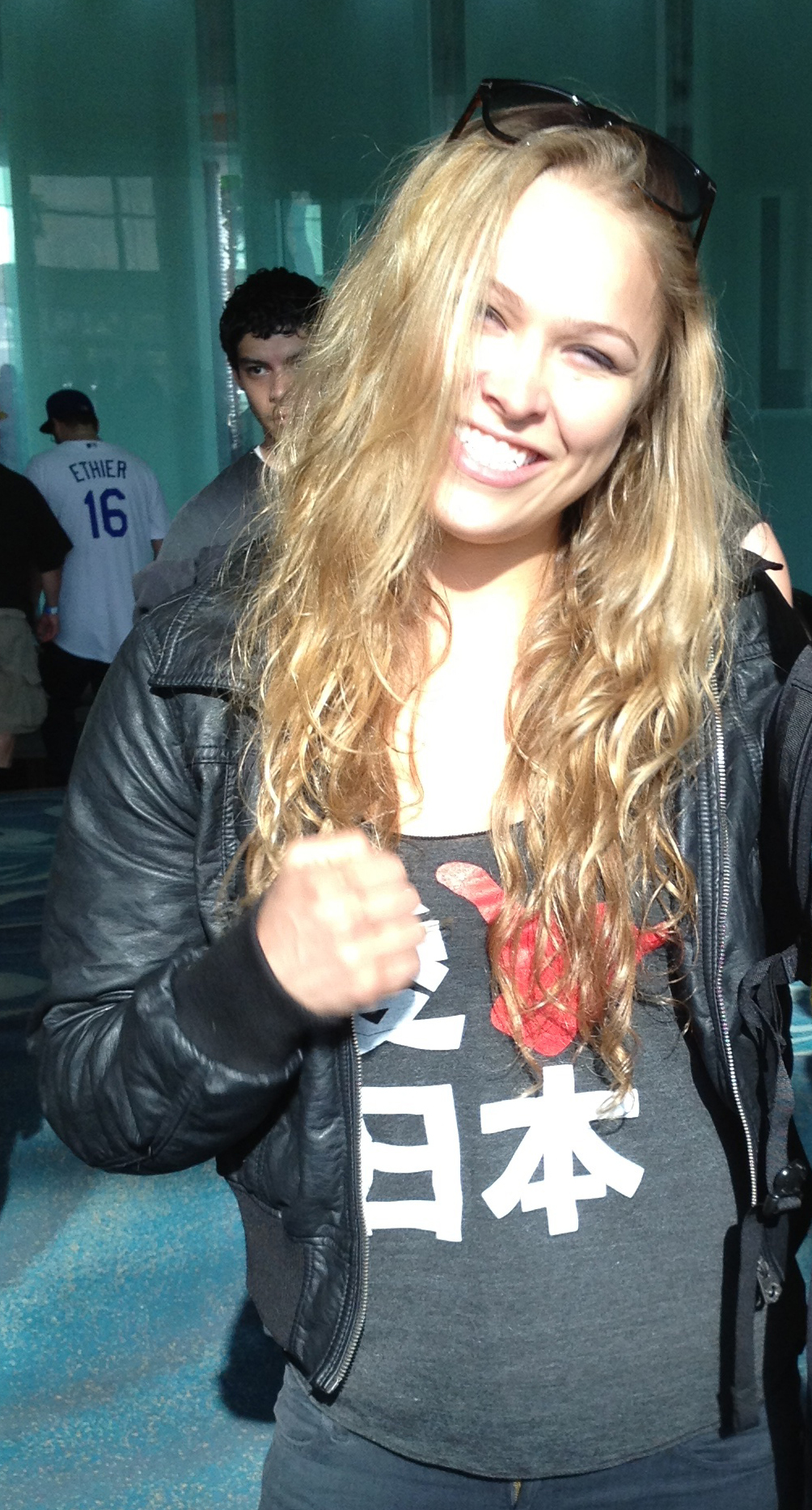
Ronda Rousey.

| 14 combats     | 12 victoires | 2 défaites |
| Par KO         | 3            | 2          |
| Par soumission | 9            | 0          |
| Sur décision   | 0            | 0          |

| Résultat | Record | Adversaire      | Méthode                                       | Événement                       | Date             | Round | Temps | Lieu                                | Notes                                                                                  |
| -------- | ------ | --------------- | --------------------------------------------- | ------------------------------- | ---------------- | ----- | ----- | ----------------------------------- | -------------------------------------------------------------------------------------- |
| Défaite  | 12-2   | Amanda Nunes    | TKO (coups de poing)                          | UFC 207: Nunes vs. Rousey       | 30 décembre 2016 | 1     | 0:48  | Las Vegas, Nevada, États-Unis       | Pour titre des poids coqs de l'UFC.                                                    |
| Défaite  | 12-1   | Holly Holm      | KO (coup de pied à la tête et coups de poing) | UFC 193: Rousey vs. Holm        | 14 novembre 2015 | 2     | 0:59  | Melbourne, Victoria, Australie      | Perd le titre des poids coqs de l'UFC. Combat de la soirée.                            |
| Victoire | 12-0   | Bethe Correia   | KO (coups de poing)                           | UFC 190: Rousey vs. Correia     | 1er août 2015    | 1     | 0:34  | Rio de Janeiro, Brésil              | Défend le titre des poids coqs de l'UFC. Performance de la soirée.                     |
| Victoire | 11-0   | Cat Zingano     | Soumission (clé de bras)                      | UFC 184: Rousey vs. Zingano     | 28 février 2015  | 1     | 0:14  | Los Angeles, Californie, États-Unis | Défend le titre des poids coqs de l'UFC. Performance de la soirée.                     |
| Victoire | 10-0   | Alexis Davis    | KO (coups de poing)                           | UFC 175: Weidman vs. Machida    | 5 juillet 2014   | 1     | 0:16  | Las Vegas, Nevada, États-Unis       | Défend le titre des poids coqs de l'UFC. Performance de la soirée.                     |
| Victoire | 9-0    | Sara McMann     | TKO (coup de genou au corps)                  | UFC 170: Rousey vs. McMann      | 22 février 2014  | 1     | 1:06  | Las Vegas, Nevada, États-Unis       | Défend le titre des poids coqs de l'UFC. Performance de la soirée.                     |
| Victoire | 8-0    | Miesha Tate     | Soumission (clé de bras)                      | UFC 168: Weidman vs. Silva 2    | 28 décembre 2013 | 3     | 0:58  | Las Vegas, Nevada, États-Unis       | Défend le titre des poids coqs de l'UFC. Soumission de la soirée. Combat de la soirée. |
| Victoire | 7-0    | Liz Carmouche   | Soumission (clé de bras)                      | UFC 157: Rousey vs. Carmouche   | 23 février 2013  | 1     | 4:49  | Anaheim, Californie, États-Unis     | Défend le titre des poids coqs de l'UFC.                                               |
| Victoire | 6-0    | Sarah Kaufman   | Soumission (clé de bras)                      | Strikeforce: Rousey vs. Kaufman | 18 août 2012     | 1     | 0:54  | San Diego, Californie, États-Unis   | Défend le titre des poids coqs du Strikeforce.                                         |
| Victoire | 5-0    | Miesha Tate     | Soumission (clé de bras)                      | Strikeforce: Tate vs. Rousey    | 3 mars 2012      | 1     | 4:27  | Columbus, Ohio, États-Unis          | Début en poids coq. Remporte le titre des poids coqs du Strikeforce.                   |
| Victoire | 4-0    | Julia Budd      | Soumission (clé de bras)                      | Strikeforce Challengers 20      | 18 novembre 2011 | 1     | 0:39  | Las Vegas, Nevada, États-Unis       |                                                                                        |
| Victoire | 3-0    | Sarah D'Alelio  | Soumission technique (clé de bras)            | Strikeforce Challengers 18      | 12 août 2011     | 1     | 0:25  | Las Vegas, Nevada, États-Unis       |                                                                                        |
| Victoire | 2-0    | Charmaine Tweet | Soumission (clé de bras)                      | HKFC: School of Hard Knocks 12  | 17 juin 2011     | 1     | 0:49  | Calgary, Alberta, Canada            | Combat en poids intermédiaire : 150 lb (68 kg).                                        |
| Victoire | 1-0    | Ediane Gomes    | Soumission (clé de bras)                      | KOTC: Turning Point             | 27 mars 2011     | 1     | 0:25  | Tarzana, Californie, États-Unis     |                                                                                        |

## Palmarès

### Judo
Elle est 4e dan en judo.
- Fédération internationale de Judo
  - Médaillée d'or senior de la coupe du monde 2008
  - 2008 Belgian Lady Open Senior médaillée d'or
  - Médaillée d'argent de la coupe Jigoro Kano 2007
  - Médaillée d'or senior en Finlande en 2007
  - Médaillée d'argent aux championnats du monde de Judo en 2007
  - Médaillée de bronze senior de l'Open en Allemagne en 2007
  - 2007 médaillée d'or senior de British Open
  - Médaillée d'or senior aux Jeux panaméricains de 2007
  - Médaillée de bronze senior aux Championnats panaméricains 2007
  - Médaillée d'or senior de la Coupe du monde 2007
  - 2006 Médaillée de bronze senior de l'Omnium finlandais
  - Médaillée d'or senior de Suède en 2006
  - Médaillée de bronze junior aux Championnats du monde de judo 2006
  - Rendez-Vous Senior Médaillée d'Or 2006
  - Médaillée d'argent senior aux championnats panaméricains 2006
  - Médaillée d'or senior de la Coupe du monde 2006
  - 2006 Belgian Ladies Open Senior médaillée d'or
  - Médaillée d'or senior de l'Ontario Open 2005
  - 2005 Rendez-Vous Senior Médaillée d'Or
  - Médaillée d'or senior aux championnats panaméricains 2005
  - Médaillée d'or senior de l'Ontario Open 2004
  - Médaillée d'or junior junior de l'Ontario 2004
  - Médaillée d'or junior des Championnats du monde de judo 2004
  - 2004 Rendez-Vous Senior Médaillée de Bronze
  - Médaillée d'or senior aux championnats panaméricains 2004
  - 2003 Rendez-Vous Senior Médaillée d'Or
  - Coupe d'Europe de la Coupe Senior 2001 Coupe Canada
- Jeux olympiques d'été
  - médaillée de bronze aux jeux olympiques d'été de 2008
- USA Judo
  - USA Senior championne nationale (2004, 2005, 2006, 2007, 2008, 2010)
  - USA gagnante des essais seniors de l'équipe olympique américaine (2004, 2008)
  - 2007 Médaillée d'or senior des US Open
  - 2006 Médaillée d'or senior des US Open
  - 2006 USA Fall Classic Senior Gold Medalist
  - 2006 US Open médaillée d'or junior
  - 2005 US Open médaillée d'or junior
  - 2005 US Open médaillée d'argent junior
  - 2004 US Open médaillée de bronze senior
  - 2003 US Open médaillée d'argent senior
  - 2003 USA Fall Classic médaillée d'or senior
  - 2002 US Open médaillée d'or junior

Juniors :
- Médaille d'or lors des championnats du monde juniors de Budapest en 2004.
- Médaille de bronze lors des championnats du monde juniors de Saint-Domingue en 2006.

### Arts martiaux mixtes
(décembre 2018).
- Ultimate Fighting Championship
  - Third-fastest finish in a UFC title fight (male or female) (16 seconds vs.Alexis Davis)
  - First one-punch knockout win in UFC Women's Bantamweight division history vs. Bethe Correia at UFC 190
  - UFC Women's Bantamweight Championship (première)
  - six défenses consécutives
  - Combat de la nuit(deux fois) vs. Miesha Tate, Holly Holm
  - Soumission de la nuit (une fois) vs. Miesha Tate
  - Performance de la nuit (quatre fois) vs. Cat Zingano, Sara McMann,Alexis Davis, et Bethe Correia
  - première femme championne de l'UFC
  - Une des deux premières femmes coach dans The Ultimate Fighter
  - Première médaillée d'or olympique & deccrochée le titre de l'UFC
  - Elle a combattu et remporté le premier combat féminin de l'histoire de l'UFC
  - Deuxième combat le plus rapide de l'histoire de l'UFC hommes/femmes confondus (14 secondes vs.Cat Zingano)
  - A remporté le plus de bonus après le combat chez les combatantes actives de l'UFC (6)
  - Most finishes in the UFC Women's Bantamweight division (6)
  - Le plus de victoires avec un Armbar dans l'histoire de l'UFC/WEC/Pride/SF (homme ou femme) (9)
  - Le plus de victoires en utilisant un Armbar dans l'histoire de l'UFC/WEC/Pride/SF (homme ou femme) (8)
  - Plus longue série de victoire de l'histoire de l'UFC (6)
  - Plus rapide défense de titre entre deux événements dans l'histoire de l'UFC (56 jours) entre UFC 168 et UFC 170
  - UFC Hall of Famer (2018)
- Strikeforce
  - Championne poids coq de la Strikeforce (Une fois et dernière)
  - Une défense consécutive
  - Soumission de l'année pour une femme deux ans de suite (2011 & 2012)
- ESPN
  - 2012 Soumission de l'année vs. Miesha Tate le 3 mars
  - 2014 meilleure athlète féminine ESPY Award
  - 2015 meilleure athlète féminine ESPY Award
  - 2015 meilleure combatante ESPY Award
  - Première artiste en arts martiaux mixtes à remporter un ESPY Award
- World MMA Awards
  - 2012 Combatante de l'année
  - 2013 Combatante de l'année
  - 2014 Combatante de l'année
- MMAJunkie.com
  - 2015 Soumission du mois de février vs. Cat Zingano
  - 2015 K.O du mois d'août vs. Bethe Correia
- Wrestling Observer Newsletter awards
  - Best Box Office Draw (2014, 2015)
  - Combattante la plus exceptionnelle de l'année (2014)
  - Plus précieuse combattante d'arts martiaux mixtes (2014, 2015)

### Catch
- World Wrestling Entertainment
  - 1 fois Championne de Raw de la WWE
  - 2 fois Championne de SmackDown de la WWE
  - 1 fois Championne par équipe de la WWE - avec Shayna Baszler
  - 1 fois Championne par équipe de la NXT - avec Shayna Baszler (dernières)
  - 8e Triple Crown Women's Champion de la WWE
  - Vainqueure du Royal Rumble féminin (2022)
  - Slammy Award (1 fois)

## Distinctions

### Récompenses de magazines
- Pro Wrestling Illustrated

| Année | 2018 | 2019 | 2020 à 2021 | 2022 | 2023 |
| ----- | ---- | ---- | ----------- | ---- | ---- |
| Rang  | 1    | 3    | Non classée | 18   | 22   |

- - "This is Awesome" Moment de l'année (2015-partagé avec The Rock)

### Autres
- International Sports Hall of Fame : Classe de 2018

## Filmographie
- 2014 : Expendables 3 de Patrick Hughes : Luna
- 2015 : Fast and Furious 7 de James Wan : Kara
- 2015 : Entourage de Doug Ellin
- 2017 : Blindspot : Devon
- 2018 : 22 Miles (Mile 22) de Peter Berg : Sam Snow
- 2019 : 9-1-1 (série télévisée) : Lena Bosko (récurrente saison 3)
- 2019 : Charlie's Angels d'Elizabeth Banks : une formatrice de l'agence (caméo)

## Vie privée
Elle est actuellement en couple et mariée avec le combattant de la MMA, Travis Browne. 
Le 21 avril 2021, elle annonce être enceinte de son premier enfant, prévu pour septembre. Le 28 septembre, elle donne naissance à une petite fille prénommée La'akea Makalapuaokalanipo, dont sa meilleure amie, Shayna Baszler, est la marraine.
Le 9 janvier 2025, elle donne naissance à une seconde fille: Liko’ula Pā’ūomahinakaipiha Browne.
Elle est une grande fan du manga Dragon Ball Z, et plus particulièrement du personnage Vegeta, dont elle s'inspire pour ses gimmicks.

### Note
1. ↑  Deux autres couvertures sont éditées cette année-là, une avec Ashley Graham et l'autre avec Hailey Clauson.